# گورگن خاچاطریان (آکادمیسین)
گورگن هایکی خاچاطریان (ارمنی: Գուրգեն Հայկի Խաչատրյան؛ زادهٔ ۱ مارس ۱۹۴۷) یک دانشمند علوم رایانه اهل ارمنستان است.

## زندگی‌نامه
در ۱ مارس ۱۹۴۷ در ایروان به دنیا آمد و از دانشگاه ملی پلی‌تکنیک ارمنستان فارغ‌التحصیل شد. وی عضو فرهنگستان ملی علوم ارمنستان بود. 

## یادداشت
1. ↑  տեխնիկական գիտությունների դոկտոր